# Frédéric Chopin
Frédéric Chopin (polonès: Fryderyk Franciszek Szopen)  (Żelazowa Wola, 1 de març de 1810 - París, 17 d'octubre de 1849) és generalment considerat el millor compositor polonès de la història i un dels millors compositors de piano, instrument per al qual va compondre quasi exclusivament. Originàriament, el seu nom en polonès era Fryderyk Franciszek Szopen, però va adoptar la forma francesa Frédéric-François quan va deixar Polònia i va anar a París a l'edat de vint anys, i d'on no va tornar mai. El seu llinatge és algunes vegades escrit Szopen en els texts polonesos.
L'obra de Chopin representa el romanticisme en el seu estat més pur. Se l'anomenava el poeta del piano.

## Biografia

### Infantesa
Va néixer en un llogarret de Masòvia, a 60 km de Varsòvia, al centre de Polònia, en una petita finca propietat del comte Skarbek, que formava part del Gran Ducat de Varsòvia. La data del seu naixement és incerta: el compositor mateix (i la seva família) declarava haver vingut al món el 1810, el 1r de març i sempre va celebrar el seu aniversari en aquella data, però a la seva partida baptismal figura com nascut el 22 de febrer. Si bé el més probable és que això últim fos un error per part del sacerdot (va ser batejat el 23 d'abril a l'església parroquial de Brochow, a prop de Sochaczew, gairebé vuit setmanes després del naixement), aquesta discordança es discuteix fins al dia d'avui.
El seu pare, Mikołaj Chopin (Marainville, Lorena, 1771-1844), era un emigrant francès de llunyans avantpassats polonesos, que s'havia traslladat a Polònia el 1787, animat per la defensa de la causa polonesa, i era professor de francès i literatura francesa; també era preceptor de la família del comte Skarbek. La seva mare, Tekla Justyna Kryżanowska (Dlugie, Kujawy, 1782-1868) pertanyia a una família de la noblesa polonesa vinguda a menys i era governanta de la finca. Tanmateix, la família es va traslladar a Varsòvia l'octubre del mateix any, ja que el seu pare havia obtingut el lloc de professor de francès al Liceu de Varsòvia. Ambdós van tenir tres filles més: Ludwika (1807-?), Izabella (1811-?) i Emilia (1813-1827). Frédéric era el segon fill i únic baró.
Frédéric i les seves germanes van créixer en un entorn en el qual el gust per la cultura en general, i la música en particular, era considerable. La seva primera mestra de piano va ser la seva germana Ludwika, amb qui després tocava duets per a piano a quatre mans. En destacar aviat les seves excepcionals qualitats, als sis anys els seus pares el van posar a les mans del mestre Wojciech Żywny, violinista amant de la música de Bach (fet llavors poc comú) i de Mozart, amb els quals basava principalment els seus ensenyaments.
Un any més tard va compondre la seva primera obra i com el nen no sabia escriure massa bé, la peça va ser anotada pel seu pare. Es tractava de la Polonesa en sol menor per a piano, publicada el novembre de 1817 al taller de gravat del pare J. J. Cybulski, director de l'Escola d'Organistes i un dels pocs editors de música polonesos del seu temps; aquell mateix any va compondre una altra Polonesa en si bemoll major (amb només set anys). A aquestes van seguir altres poloneses, a més de marxes i variacions. Algunes d'aquestes composicions es troben avui perdudes.

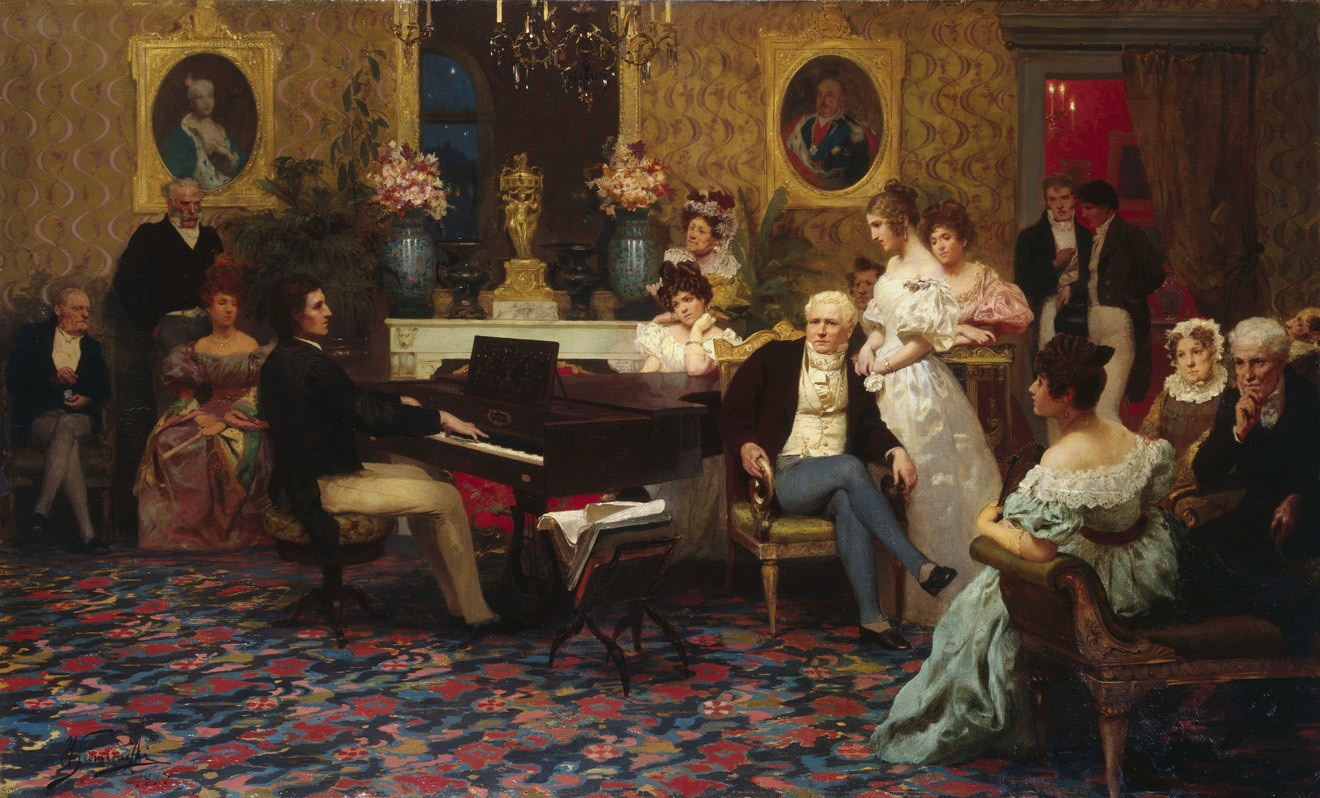
Chopin tocant davant la família Radziwiłł, 1829

Als vuit anys tocava el piano amb mestria, improvisava i componia amb facilitat: va fer el seu primer concert públic el 24 de febrer de 1818 al palau de la família Radziwill de Varsòvia, on va tocar el Concert en mi menor de Vojtech Jirovec. Aviat es va fer conegut en l'ambient local de la ciutat, considerat per tots com un nen prodigi i anomenat el «petit Chopin». Va començar a fer recitals a les recepcions dels salons aristocràtics de la ciutat, per a les famílies Czartoryski, Grabowski, Sapieha, Mokronowski, Czerwertynski, Zamoyski, Radziwill, Lubecki, Zajaczek, Skarbek i Tenczynski, tal com feu Mozart a la mateixa edat. Així es va guanyar un nombre creixent d'admiradors.
També des de la seva infantesa es va manifestar ja un fet que va marcar poderosament la seva vida: la seva salut trencadissa. Des de nen havia sofert inflamacions dels ganglis del coll i havia hagut de suportar freqüents sagnies.

### Els anys de formació
Una revista de l'època, la Revista de Varsòvia, va publicar sobre aquest concert el següent:
| « | Un autèntic geni musical […] Toca amb una facilitat i un gust extraordinaris les obres més difícils. Algunes danses i variacions compostes per ell mateix provoquen l'admiració del públic més culte. | » |

Així, doncs, Chopin va començar a ser un virtuós del piano des de ben petit.
El 1822, va acabar les seves lliçons amb Żywny i va començar a prendre classes privades amb el silesià Józef Ksawery Elsner (1769-1854), director de l'Escola Superior de Música de Varsòvia; probablement va rebre lliçons d'orgue irregulars però valuoses, i piano amb el pianista rebatejat bohemi Wilhelm Würfel (1791-1832). Elsner (també amant de Bach) es va encarregar de perfeccionar-lo en teoria musical i composició.
A partir de juliol de 1823 el jovenet va compaginar els estudis amb Elsner amb els cursos al Liceu de Varsòvia (on ensenyava el seu pare), on va ingressar al quart cicle i va rebre classes de literatura clàssica, cant i dibuix. El 1824 passa les vacances a Szafarnia, Dobrzyń, a casa d'un amic, alumne de son pare. Allà té contacte per primera vegada amb la terra polonesa i els camperols que l'habiten i amb la música folklòrica de la seva pàtria. Amb aquests breus contactes en tindrà prou per sembrar en la seva plàstica ment adolescent el que després emergirà en la maduresa del seu geni.
El 7 de juliol de 1826 Frédéric, que només tenia setze anys, va completar els seus estudis al Liceu, i s'hi graduà cum laude el 27 del mateix mes. Al mes següent va viatjar per primera vegada fora de Polònia: va anar amb les seves germanes a descansar a Bad Reinertz (actual Duzniki-Zrdoj) a Silèsia del Sud. El novembre del mateix any es va inscriure a l'Escola Superior de Música de Varsòvia, llavors part del Conservatori de Varsòvia i connectada amb el Departament d'Arts de la Universitat de Varsòvia. Allà va continuar els estudis amb Elsner, però no va assistir a les classes de piano. Elsner, que el coneixia, va comprendre la seva decisió, però va ser molt exigent en les matèries teòriques que li va ensenyar, sobretot en contrapunt. Gràcies a això, va adquirir una sòlida comprensió i tècnica de la composició musical. En aquest temps, va compondre la seva Sonata per a piano núm. 1 en do menor Op. 4, les seves Variacions sobre l'ària Là ci darem la mano (de l'òpera Don Giovanni de Mozart) per a piano i orquestra Op. 2 i el Trio per a violí, violoncel i piano Op. 8, evidentment obres de major envergadura, basades en formes clàssiques (la sonata i les variacions concertants). Elsner escriuria en les qualificacions finals dels seus estudis: "talent sorprenent i geni musical".
El març de 1828 el famós compositor i pianista alemany Johann Nepomuk Hummel va arribar a Varsòvia a fer concerts; Chopin va tenir ocasió d'escoltar-lo i conèixer-lo. El novembre del mateix any es va produir la seva segona sortida de Polònia: va viatjar a Berlín amb el professor Feliks Jarocki, col·lega del seu pare, per assistir a un Congrés de Naturalistes. En aquesta ciutat es va concentrar a conèixer la vida musical a Prússia, va escoltar a l'Acadèmia de Cant les òperes Cortez de Gaspare Spontini, Il matrimonio segreto de Domenico Cimarosa i Le Colporteur de George Onslow, i va quedar fascinat per l'oratori Cäcilienfest de Händel. Frédéric sempre va mantenir un gran interès per l'òpera, estimulat pel seu mestre Elsner. Tres anys abans havia quedat impressionat per Il barbiere di Siviglia de Gioacchino Rossini. Sempre en els seus viatges es va donar temps per assistir a representacions operístiques.
El maig de 1829, el cèlebre violinista italià Niccolò Paganini va arribar a Varsòvia a fer concerts. Chopin va acudir a veure'l i va quedar profundament enlluernat pel seu virtuosisme. El seu deute amb ell ha quedat patent en l'Estudi per a piano Op. 10 núm. 1, que componia per aquests dies.
El seu prestigi local com a compositor i pianista ja traspassava les fronteres de la seva pàtria; el violinista Rodolphe Kreutzer (destinatari de la Sonata per a Violí núm. 9 de Ludwig van Beethoven), Ignaz von Seyfried (deixeble de Mozart), els fabricants de piano Stein i Graff, i l'editor Hasslinger, entre d'altres, desitjaven que el jove fes un concert a Viena. El 1829 va realitzar un breu viatge a aquella ciutat, el primer com a concertista a l'estranger. En dos concerts (l'11 i el 18 d'agost) al Teatre Kärntnertor, va presentar les seves Variacions Op. 2 (de dos anys abans) entre altres obres seves. L'èxit va ser apoteòsic i el jove compositor no sortia de la seva sorpresa per la càlida acceptació de les composicions i la tècnica interpretativa per l'exigent públic vienès. La crítica va ser immillorable, però alguns van criticar el poc volum que aconseguia al piano, part del seu estil d'interpretació, més adequat al saló que a la sala de concerts. D'altra banda, gràcies a l'èxit de les Variacions mozartianes, aquesta es va convertir en la seva primera obra publicada per un editor estranger, Haslinger, l'abril de 1830.
Després de passar per Praga, Dresden i Breslau, va tornar a Varsòvia, on es va enamorar de Konstancja Gladkowska (1810-1880), una jove estudiant de cant del Conservatori, que havia conegut el 1828 en un concert d'estudiants de Carl Soliva. D'aquesta primera passió juvenil van néixer diverses obres memorables: el Vals Op. 70 núm. 3 i el moviment lent del seu primer Concert per a piano i orquestra en fa menor, obra que va ser estrenada al Club de Mercaders de Varsòvia el desembre del mateix any, i publicada posteriorment com a núm. 2, Op. 21. A més, componia ja els seus primers nocturns i les seves Cançons per a veu i piano sobre poemes de Stefan Witwicki.
Però Chopin estava completament decidit a ser un compositor i aviat va decidir emprendre un «viatge d'estudis» per Europa. Originàriament va pensar a viatjar a Berlín, on havia estat convidat pel príncep Antoni Radziwiłł, governador del Gran Ducat de Posnania designat pel rei de Prússia. Tanmateix, finalment es va decidir per Viena, per consolidar els èxits de la seva primera gira. Encara que la seva correspondència d'aquest temps a Polònia té un to de certa malenconia, van ser temps feliços per a ell, celebrats pels joves poetes i intel·lectuals de la seva pàtria.
Després de tocar diverses vegades el seu Concert en fa menor en vetllades íntimes, la seva fama era ja tan àmplia que se li va organitzar un gran recital al Teatre Nacional de Varsòvia el 17 de març de 1830, el primer com a solista en aquest auditori, que novament va causar sensació. En aquell temps treballava en el seu Segon concert per a piano i orquestra en mi menor (posteriorment numerat com a núm. 1, Op. 11), que va estrenar el 22 de setembre a casa seva, i començava l'Andante Spianato i Polonesa Op. 22. Paral·lelament, es produïen llavors a Varsòvia uns aixecaments i aldarulls que van ser severament reprimits i van causar moltes morts. Aquestes visions van impressionar profundament l'artista, que anys després compondria en homenatge a aquests manifestants la seva cèlebre Marxa fúnebre (inclosa després en la Sonata per a piano núm. 2 en si bemoll menor Op. 35).
Poc abans de la seva partida, se li va organitzar un concert de comiat l'11 d'octubre al mateix Gran Teatre, on, davant d'una gran audiència, la seva estimada Konstancja -«vestida tota de blanc, amb una corona de roses que li anava admirablement,» diria Chopin- va cantar àries de l'òpera La donna del lago de Rossini. Després ell va interpretar el seu Concert en mi menor i la seva Gran Fantasia sobre Aires Polonesos Op. 13. En la masurca final, el públic el va ovacionar una llarga estona dempeus. Dies després, en una taverna de Wola, els seus amics li van regalar una copa de plata amb un grapat de terra polonesa. El seu mestre Elsner va dirigir un petit cor que va cantar una breu composició pròpia per al comiat: Zrodzonyw polskiej krainie ('Un nadiu de la terra polonesa'). El 2 de novembre, va marxar per perfeccionar el seu art, confiant a tornar aviat a la seva pàtria, però no tornaria mai.
Excepte breus absències, va viure a París, on es va convertir en un prestigiós professor, pianista i compositor.

### Viena i l'aixecament a Polònia
Després de passar per Kalisz -des d'on va viatjar amb el seu entranyable amic del Liceu, Titus Woyciechowsky-, Breslau i Dresden, va estar un dia a Praga i després s'encaminà cap a Viena (on va arribar el 22 de novembre de 1830), per allotjar-se a Kohlmarkt, 9. Hi va romandre fins al 20 de juliol de l'any següent. Dies després d'arribar, els amics es van assabentar de l'Aixecament de Novembre, la insurrecció polonesa contra els russos, que va començar el 29 de novembre; Woyciechowsky va tornar a Varsòvia per unir-se als revolucionaris, però el va convèncer de quedar-se a Viena.
La seva segona estada a la capital de l'Imperi austríac no va ser ni de bon tros tan feliç. Ja no arribava com una jove sensació de l'estranger, sinó com a algú que desitjava incorporar-se permanentment a l'ambient musical vienès, i els artistes i empresaris li van mostrar indiferència i fins i tot hostilitat. A més a més, no era gens fàcil conquerir el gust del bulliciós públic vienès: el públic només volia sentir els valsos de Lanner i Strauss. D'altra banda, la insurrecció polonesa no era bé vista en l'Imperi austríac. Per totes aquestes raons només va fer dos recitals a Viena durant aquests vuit mesos, amb modest èxit.
A causa d'això, el seu estat d'ànim va decaure, a més emocionalment es va omplir d'ansietat per la situació del seu país i de la seva família. Els seus sentiments ens són coneguts per les seves cartes i diaris. En un moment va abandonar els plans de seguir la carrera; va escriure a Elsner: "en va Malfatti tracta de convèncer-me que tot artista és un cosmopolita. Fins i tot, si així fora, com a artista, tot just soc un bebè, com a polonès, tinc més de vint anys; espero per tant que, coneixent-me bé, no em retraurà que per ara no hagi pensat en el programa del concert". Es referia a un concert benèfic que va donar l'11 de juny de 1831 novament al Teatre Kärntnertor, on va tocar el Concert en mi menor.
Tanmateix, no pot dir-se que tot aquest temps va quedar malgastat per a Chopin. A més de conèixer músics com Anton Diabelli, Vaclav Jirovec, Joseph Merk i Josef Slavík, i d'assistir a diversos esdeveniments musicals i òperes, les fortes i dramàtiques experiències i emocions van inspirar la imaginació del compositor, i probablement van accelerar el naixement d'un estil nou i individual, diferent del brillant estil anterior.

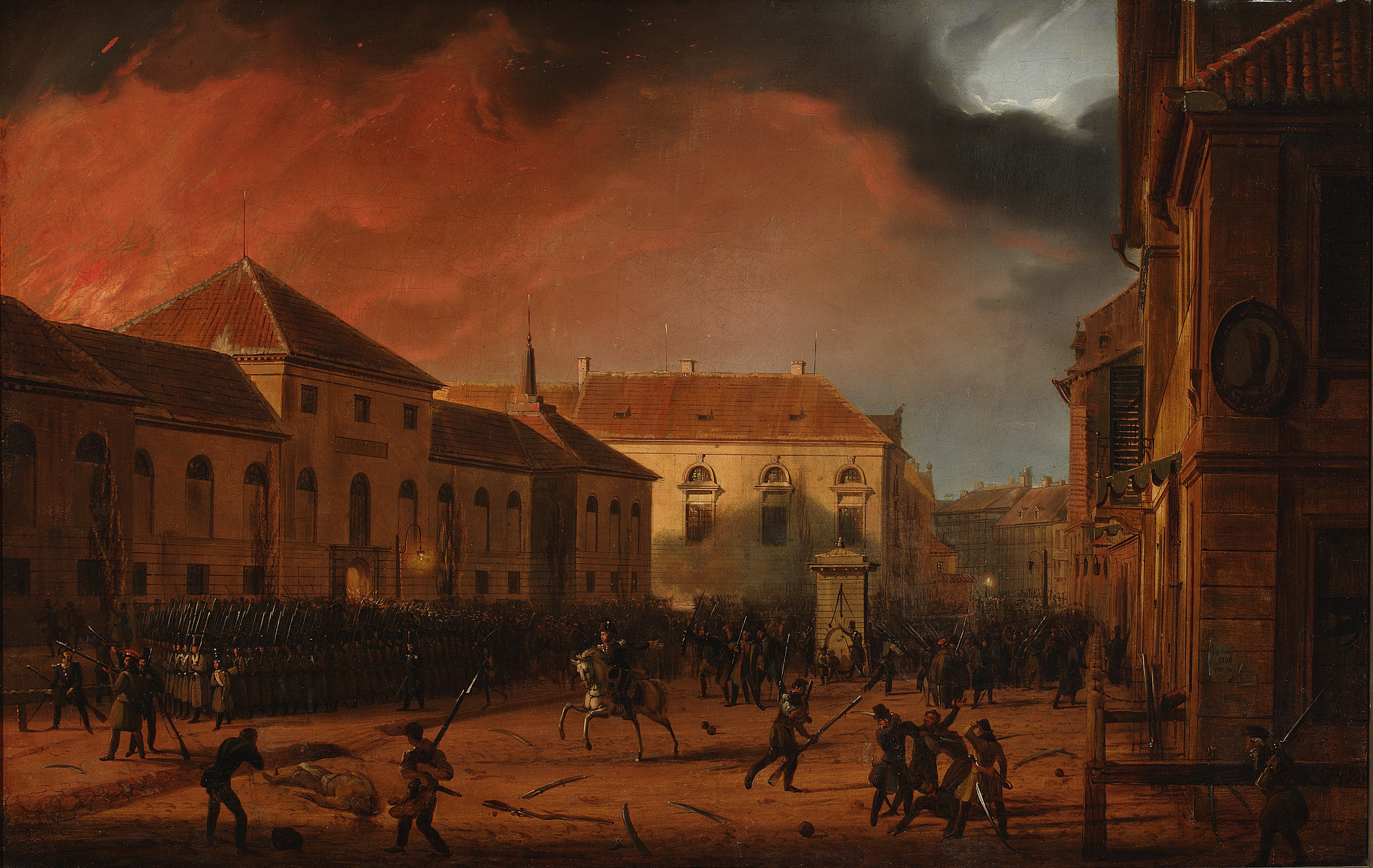
La presa de l'arsenal de Varsòvia, un dels primers esdeveniments de l'Aixecament de novembre

Veient-se forçat a renunciar a la seva primera intenció de viatjar a Itàlia a causa de la situació política, va decidir dirigir-se a Londres per París. El 20 de juliol de 1831 deixava Viena, passant per Linz i els Alps fins a Salzburg. El 28 d'agost va arribar a Múnic, on va tocar en una matinée de la Philarmonische Verein; a inicis de setembre va arribar a Stuttgart, on va conèixer Johann Peter Pixis. En aquesta ciutat es va assabentar de la caiguda de Varsòvia davant de les tropes russes i del final de l'Aixecament de novembre; la notícia el va impactar tan profundament que li va causar febre i una crisi nerviosa. La tradició considera que fruit d'aquestes notícies i aquests sentiments van néixer l'Estudi «Revolucionari» en do menor Op. 10 núm. 12 i el Preludi en re menor Op. 28 núm. 24, encara que el més probable és que els compongués a Varsòvia.

### París
Va arribar a París a la tardor de 1831; inicialment es va allotjar en un bonic apartament al cinquè pis del Boulevard Poissonière, 27. La ciutat era el centre mundial de la cultura, i molts dels més grans artistes del món hi vivien: Victor Hugo, Honoré de Balzac i Heinrich Heine entre els escriptors. Aviat el jove polonès coneixeria algunes d'aquestes llegendes, i arribaria a formar part important d'aquesta intensa activitat cultural.
El doctor Giovanni Malfatti li havia donat una carta de recomanació per al compositor Ferdinando Paër, que li va obrir moltes portes. Aviat tindria contacte amb Gioacchino Rossini, Luigi Cherubini, Pierre Baillot, Henri Herz, Ferdinand Hiller i Friedrich Kalkbrenner, un dels pianistes més grans del seu temps, anomenat el «rei del piano». En escoltar-lo, Kalkbrenner va lloar la seva inspiració i bon gust, però també li va objectar diversos defectes; per això es va oferir per donar-li lliçons durant tres anys: Chopin li respondria: «Sé quant em falta, però no vull imitar-lo». Aviat va escriure a Elsner: «No desitjo ser una còpia de Kalkbrenner (...). Res no podria treure'm la idea ni el desig, potser audaç, però noble, de crear-me un món nou».
Les lliçons amb Kalkbrenner duraran aproximadament un any; en forma espontània Mendelssohn li declara: «No aprendrà res, a més toca vostè millor que ell».

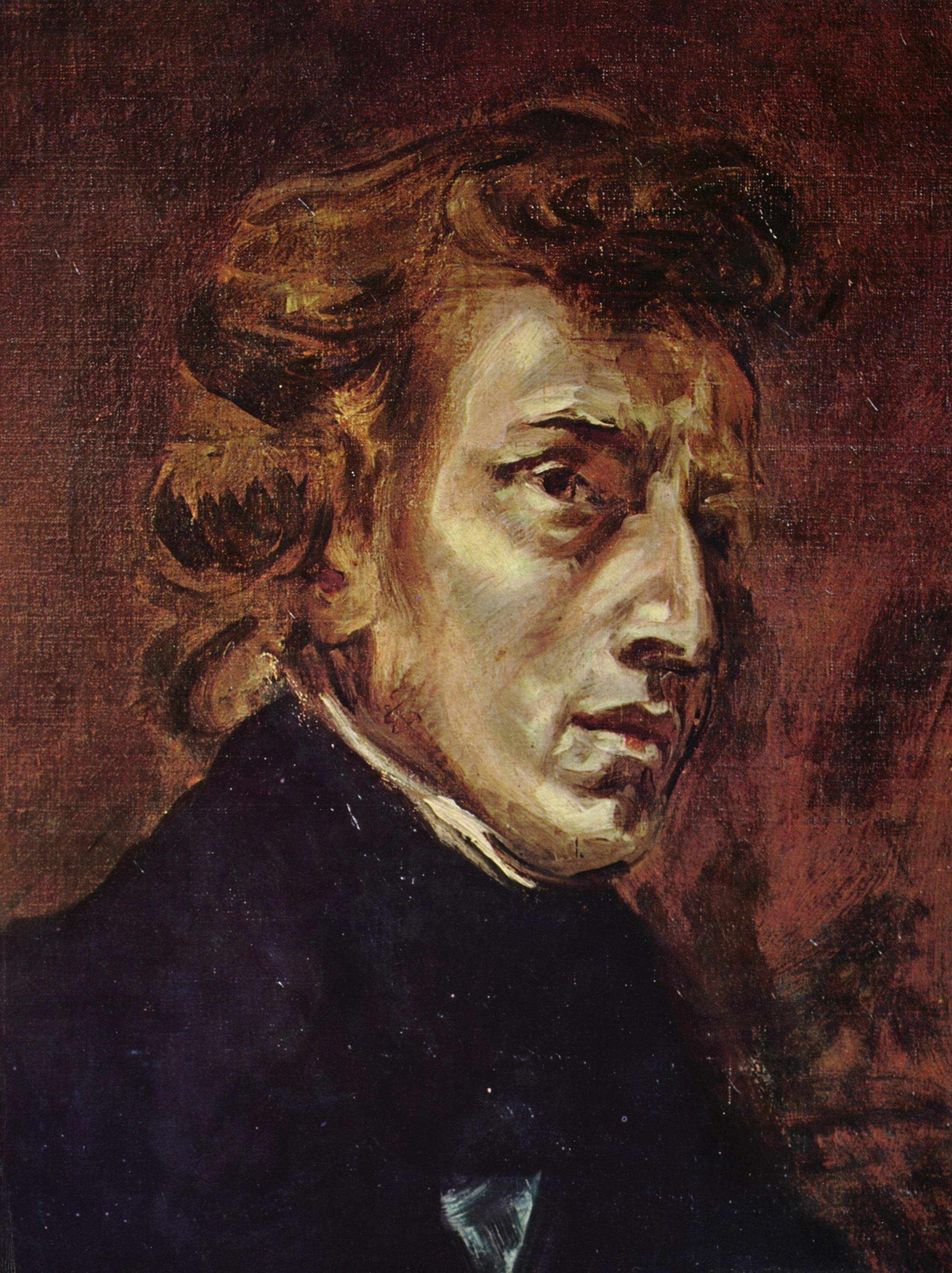
Chopin, retratat per Delacroix el 1838

D'aquesta manera va anar introduint-se gradualment en l'activitat musical de París, desistint del viatge a Londres que originàriament havia planejat de fer. El seu primer concert públic va ser tan fabulós que es va convertir en el tema de conversa de tota la ciutat. Aquest es va dur a terme el 26 de febrer de 1832 a la Sala Pleyel, carrer Cadet: en el programa figurava el seu Concert en fa menor i les Variacions mozartianes, en la segona part va compartir l'escenari amb notables pianistes com Camille-Marie Stamaty, George Osborne i Ferdinand Hiller, per interpretar una polonesa de Kalkbrenner, a sis pianos. Entre el públic es trobaven músics de la talla de Felix Mendelssohn i Franz Liszt, i va entaular aviat amistat amb l'últim, que també arrelava a la ciutat. Se sentia sorprès i estimulat per la intensa vida cultural, i també per la llibertat d'acció que podia exercir. Assistia a concerts i a òperes; fascinat per Robert le diable de Giacomo Meyerbeer diria: «Aquesta és una obra mestra de la nova escola».

### Chopin i George Sand
A la fi d'octubre de 1836, Frédéric va ser invitat per Franz Liszt i Marie d'Agoult a una reunió d'amics a l'Hôtel de France i va ser acompanyat per Ferdinand Hiller. A la trobada també va acudir la baronessa Dudevant, més aviat coneguda pel seu pseudònim de George Sand, acompanyada pels seus fills i madame Marliani. Quan van ser presentats per Liszt, Sand va murmurar a l'orella de madame Marliani: «aquest senyor Chopin, és una nena?». Chopin li va comentar a Hiller sortint de l'hotel: «Que antipàtica és aquesta Sand! És una dona? Estic a punt de dubtar-ho».
L'any 1837 va iniciar una relació íntima amb l'escriptora francesa George Sand.

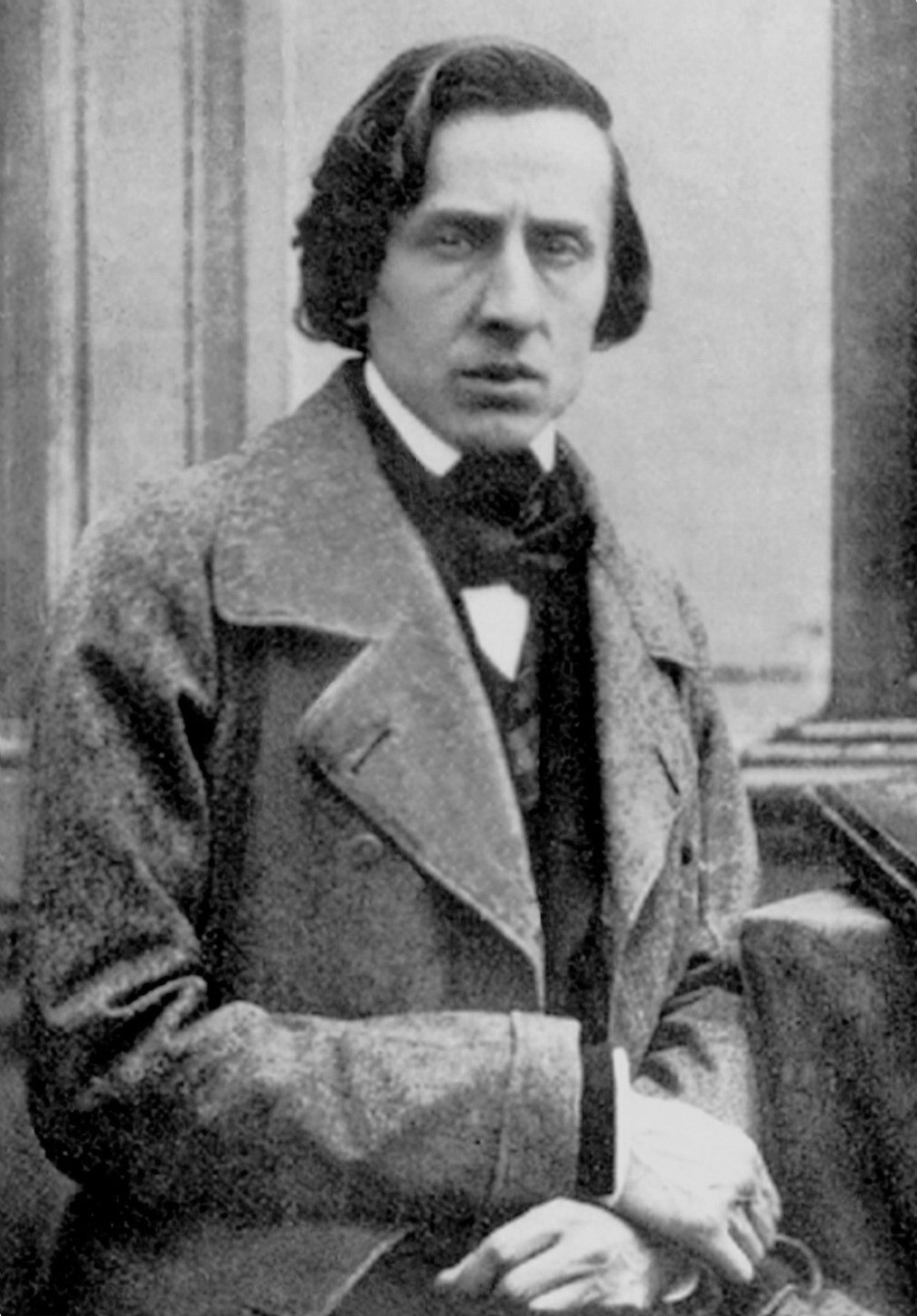
L'única fotografia coneguda de Chopin, presa per Bisson el 1849

El 1838 va emmalaltir de tuberculosi i es va traslladar a Mallorca, cercant un clima més benigne per la seva malaltia. Allà, rebutjat per la societat mallorquina d'aquell temps, quan la tuberculosi no tenia cura i es considerava gairebé com la pesta, va trobar refugi a la cartoixa de Valldemossa, George Sand el va cuidar fins que les desavinences van conduir al trencament de la relació l'any 1847. George Sand, amb qui va conviure gairebé deu anys, va marcar profundament la seva vida personal i artística.
A partir de llavors la seva activitat concertística es va limitar a diversos recitals a França, Escòcia i la Gran Bretanya.

### Mort i funeral
Morí, oficialment, de tuberculosi el 17 d'octubre de 1849, a París; si bé hi ha algunes especulacions sobre si hauria pogut morir de fibrosi pulmonar o emfisema segons, en part, per l'autòpsia (relatada sols per la seva germana) inconsistent amb la diagnosi inicial.

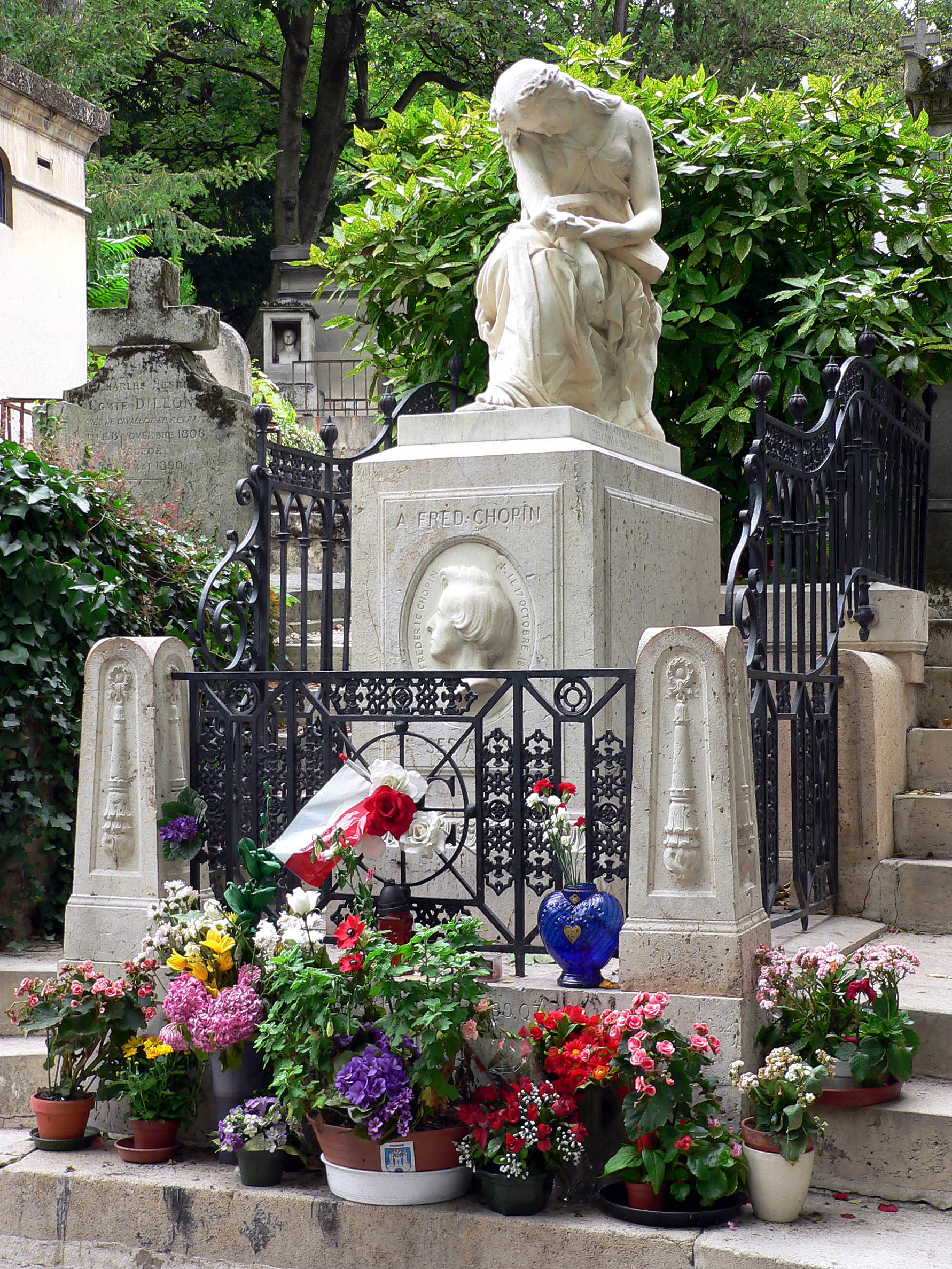
La tomba de Chopin al cementeri de Père Lachaise

Havia demanat que es cantés el Requiem de Mozart, al seu funeral, que es va fer a l'església de la Madeleine. Aquest rèquiem es canta amb la participació de veus femenines, però aquesta església no havia permès mai cantants femenines en el seu cor. El funeral va ser ajornat gairebé dues setmanes mentre es discutia sobre aquest afer, finalment l'església va cedir i va atorgar la darrera voluntat de Chopin. Encara que Chopin està sepultat al cementiri del Père-Lachaise a París, el seu cor està enterrat en un pilar de l'església de la Santa Creu a Varsòvia.

### Música

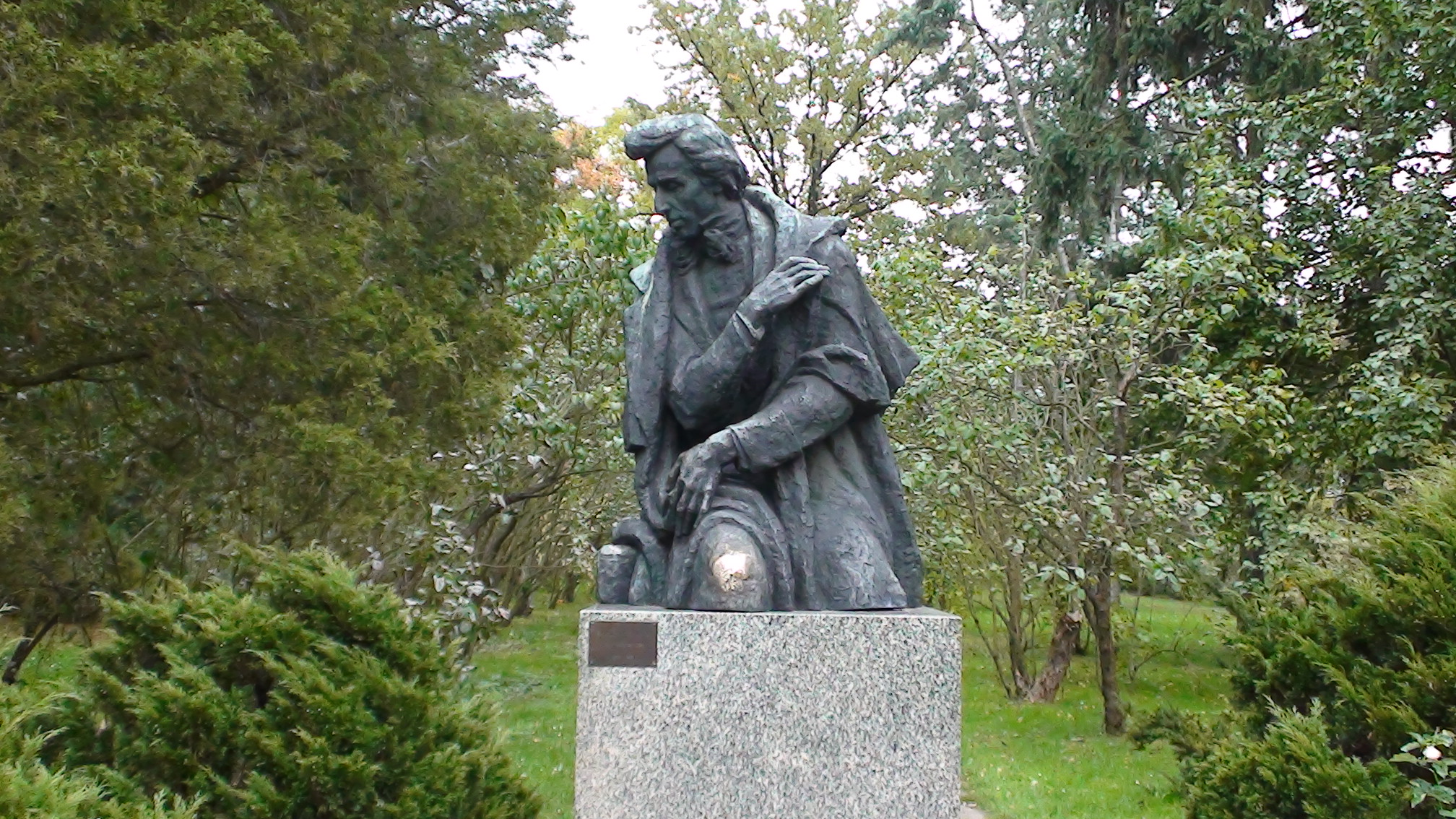
El Monument a Frédéric Chopin a Żelazowa Wola (Józef Gosławski, 1955-1969)

Pràcticament totes les composicions de Chopin són per a piano. Encara que expatriat, sempre va ser lleial a Polònia, un país malmès per les guerres. Les seves masurques reflecteixen els ritmes i melodies del folklore polonès i les poloneses estan marcades per l'esperit heroic de la seva pàtria. La influència que sobre ell va exercir el compositor d'òpera italià Vincenzo Bellini també es pot apreciar en les seves melodies.
Les balades, scherzos i estudis (cadascun d'ells centrat en un problema tècnic específic) són mostra de la seva amplíssima obra per a piano sol. La seva música, romàntica i lírica, es caracteritza per les dolces i originals melodies, les refinades harmonies, els ritmes delicats i la bellesa poètica. En el segle xx els grans pianistes Witold Malcuzinsky i Alexander Brailowsky foren uns dels grans difusors d'aquestes composicions romàntiques. Va influir notablement sobre altres compositors, com el pianista i compositor Franz Liszt i el compositor francès Claude Debussy.
Entre les seves obres publicades s'inclouen masurques, estudis, preludis, nocturns, poloneses, sonates i valsos per a piano. En el punt següent hi podeu trobar una relació de totes les seves obres.
Partint de Johann Nepomuk Hummel i John Field, Chopin va descobrir el veritable potencial del piano per construir un món poètic de melodia i color. Les seves obres són d'una naturalesa profundament pianística: va comprendre la capacitat del cantabile de l'instrument, molt diferent del cant o del violí, com aleshores es pretenia; «va inventar» una nova manera de tocar (dinàmica, digitació) i va explorar els seus recursos tímbrics mitjançant l'harmonia, la ressonància i el pedal. A mesura que hi va aprofundir, es va aproximar a una sensibilitat més al·lucinada del so. Per això, la seva transcendència i influència en la música per a piano va ser immensa, va fer possible les recerques posteriors de Fauré, Debussy i Skriabin, o també les de Messiaen o Lutosławski, com ells han reconegut.

## Obres
- Llista de composicions de Chopin.

## Chopin en la cultura popular

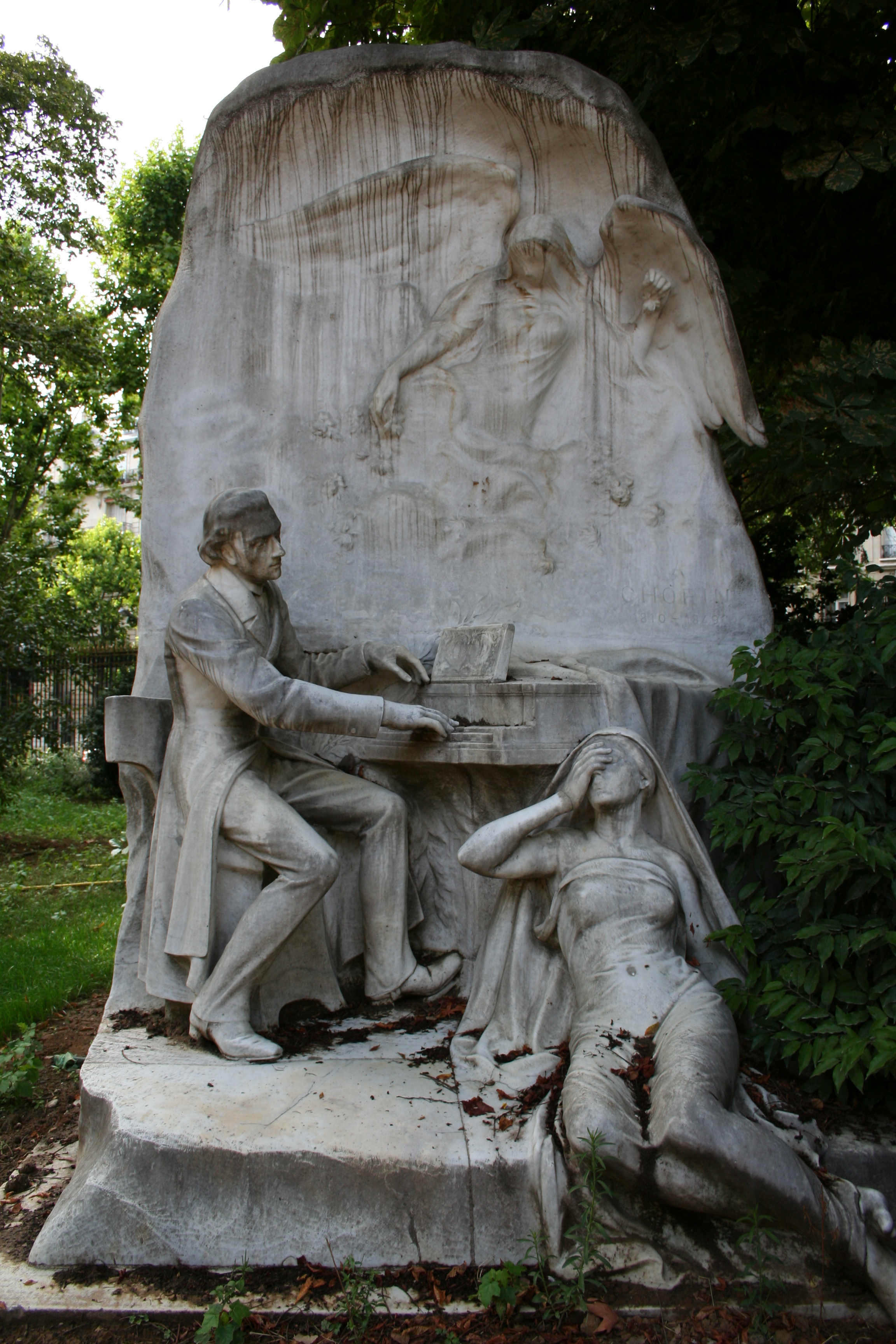
Monument a Chopin al parc Monceau, París

En tot el món existeix una multitud de festivals, associacions musicals, escoles i instituts que porten el nom de Frédéric Chopin.
Potser el festival més important és el concurs de piano que se celebra a Varsòvia cada cinc anys en memòria del compositor polonès.
Així mateix, l'aeroport internacional de Varsòvia es diu Frédéric Chopin. L'asteroide descobert el 1986 per l'astrònom Eric Walter Elst ha estat batejat com (3784) Chopin. Altres objectes diferents del sistema solar han rebut el seu nom en homenatge al polonès, incloent-hi un cràter al planeta Mercuri.
El videojoc anomenat Eternal Sonata narra la història de Chopin en el seu llit de mort i el seu últim somni.
El grup de rock alternatiu Muse ha inclòs en la cançó «United States of Eurasia», del seu disc The Resistance, un fragment de la seva obra Nocturn en mi bemoll major Op. 9 n.º 2. A més, Matthew Bellamy, cantant i pianista del grup, diu haver estat fortament influït en el seu treball i composició per Chopin.

### Chopin en el cinema
| Nom                                                           | Any                  | Director                                    | Frédéric Chopin        | George Sand                               | Notes                                     |
| ------------------------------------------------------------- | -------------------- | ------------------------------------------- | ---------------------- | ----------------------------------------- | ----------------------------------------- |
| Noktyurn Chopyena                                             | 1913                 | Iakov Protazanov                            | ?                      | ?                                         | ?                                         |
| Nocturno der Liebe                                            | 1919                 | Carl Boese                                  | Conrad Veidt           | ?                                         | Pel·lícula                                |
| Die Lachende Grille                                           | 1926                 | Frederic Zelnik                             | Alfred Abel            | Dagny Servaes                             | Pel·lícula                                |
| El Nocturno de Chopin                                         | 1932                 | Ramón Martínez de la Riva                   | ?                      | ?                                         | ?                                         |
| Abschiedswalzer                                               | 1934                 | Géza von Bolváry                            | Wolfgang Liebeneiner   | Sybille Schmitz                           | Pel·lícula                                |
| La Chanson de l'adieu                                         | 1934                 | Albert Valentin y Géza von Bolváry          | Jean Servais           | Lucienne Le Marchand                      | Pel·lícula                                |
| Preußische Liebesgeschichte                                   | 1938                 | Paul Martin                                 | Klaus Detlef Sierck    | ?                                         | Pel·lícula                                |
| The life of Chopin                                            | James A. FitzPatrick | Frank Henderson                             | Julie Suedo            | Curt                                      |                                           |
| Pontcarral, colonel d'empire                                  | 1942                 | Jean Delannoy                               | Jean Chaduc            | Alberte Bayol                             | Pel·lícula                                |
| Szerelmes szívek                                              | 1944                 | István Balogh, Dezsö Ákos Hamza, etc.       | Gyula Benkö            | ?                                         | Pel·lícula                                |
| A Song to Remember                                            | 1945                 | Charles Vidor                               | Cornel Wilde           | Merle Oberon                              | Pel·lícula, una de les més conegudes      |
| Musical Moments from Chopin                                   | 1946                 | Dick Lundy                                  | ?                      | ?                                         | Curt d'animació                           |
| Bohemian rapture                                              | 1948                 | Václav Krska                                | Václav Voska           | ?                                         | Pel·lícula                                |
| La Rebelión de los fantasmas                                  | 1949                 | Adolfo Fernández Bustamante                 | Francisco Valera       | ?                                         | Comèdia de horror                         |
| Prelude                                                       | 1952                 | Fielder Cook, David Greene, Albert McCleery | Alan Shayne            | Sarah Churchill                           | Episodio de "Hallmark Hall of Fame"       |
| Młodość Chopina                                               | 1952                 | Aleksander Ford                             | Czeslaw Wollejko       | Aleksandra Slaska (Konstancja Gladkowska) | Pel·lícula                                |
| "George Sand"                                                 | 1958                 | Maria Fernanda                              | Egídio Eccio           | Maria Fernanda                            | Sèrie de TV                               |
| Frédéric Chopin                                               | 1961                 | Philip Wrestler                             | Ferdy Mayne            | ?                                         | Pel·lícula                                |
| Prelúdio, A Vida de Chopin                                    | 1962                 | Geraldo Vietri                              | Cláudio Marzo          | Laura Cardoso                             | TV                                        |
| Chopin                                                        | 1965                 | Guy Pérol                                   | ?                      | ?                                         | Documental                                |
| Cantinflas - Chopin                                           | 1972                 | José Luis Moro                              | ?                      | ?                                         | Curt d'animació                           |
| George qui?                                                   | 1973                 | Michèle Rosier                              | Pierre Kalinovski      | Anne Wiazemsky                            | Pel·lícula                                |
| "Notorious Woman"                                             | 1974                 | José Luis Moro                              | George Chakiris        | Rosemary Harris                           | Minisèrie sobre Sand                      |
| Lisztomania                                                   | 1975                 | Ken Russell                                 | Kenneth Colley         | Imogen Claire                             | Pel·lícula                                |
| Ein Winter auf Mallorca                                       | 1982                 | Imo Moszkowicz                              | Krystian Martinek      | Eleonore Weisgerber                       | Sèrie de TV                               |
| Nocturnes                                                     | 1988                 | François Aubry                              | Hugh Grant             | ?                                         | Curt d'animació                           |
| Impromptu                                                     | 1991                 | James Lapine                                | Hugh Grant             | Judy Davis                                | Pel·lícula                                |
| La Note Bleu                                                  | 1991                 | Andrzej Zulawski                            | Janusz Olejniczak      | Marie-France Pisier                       | Pel·lícula, un dels retrats més autèntics |
| Chopin - Bilder einer Trennung                                | 1993                 | Klaus Kirschner                             | Stephan Wolf-Schönburg | Nina Hoger                                | Pel·lícula                                |
| The Strange Case of Delphina Potocka or The Mystery of Chopin | 1999                 | Tony Palmer                                 | Paul Rhys              | ?                                         | Pel·lícula                                |
| Chopin: Frédéric et George                                    | 2001                 | Phil Comeau                                 | Darren Bonin           | Parise Mongrain                           | TV                                        |
| Chopin: Pragnienie milosci                                    | 2002                 | Jerzy Antczak                               | Piotr Adamczyk         | Danuta Stenka                             | Pel·lícula                                |